# 1079-1070 v.Chr.
De jaren 1079-1070 v.Chr. (van de christelijke jaartelling) zijn een decennium in de 11e eeuw v.Chr..

## Gebeurtenissen

### Babylonië
- 1067 v.Chr. - Koning Adad-apla-iddina (1067 - 1046 v.Chr.) bestijgt de troon van Babylon.

### Assyrië
- 1077 v.Chr. - Koning Assur-bel-kala (1077 - 1057 v.Chr.) heerser over het Assyrische Rijk.
- Na de moord op Tiglat-Pileser I breekt er onrust en wanorde uit in het land.
- 1075 v.Chr. - De Arameeërs bedreigen de steden Ninive en Babylon.

### Egypte
- 1076 v.Chr. - Farao Ramses XI regeert alleen in Neder-Egypte, het grafroven neemt toe.
- 1074 v.Chr. - Het Egyptische Rijk dreigt door een burgeroorlog uiteen te vallen.
- 1070 v.Chr. - Koning Smendes (1070 - 1044 v.Chr.) de eerste farao van de 21e dynastie van Egypte.
- Begin van de Derde Tussenperiode (1070 - 712 v.Chr.) Tanis wordt de nieuwe hoofdstad van Egypte.
- ca. 1070 v.Chr. - Vanuit Thebe in Opper-Egypte heerst Pinodjem I als hogepriester van Amon.
- Na de geheimzinnige dood van farao Ramses XI worden Opper- en Neder-Egypte gescheiden.

<< · 1099-1090 · 1089-1080 · 1079-1070 · 1069-1060 · 1059-1050 · 1049-1040 · 1039-1030 · 1029-1020 · 1019-1010 · 1009-1000 · >>